# Cibotium
Cibotium Kaulf. 1820 è un genere di piante dell'ordine Cyatheales, unico genere della famiglia Cibotiaceae Korall. Alcune specie raggiungono notevoli dimensioni tanto da essere chiamate felci arboree.

## Descrizione
Lo stipite si presenta ricoperto da peli, soprattutto nella specie C. regale, alto a volte alcuni metri e di diametro generalmente compreso tra 10–20 cm.

Le fronde sono lunghe ed arcuate, di color verde tenue, composte e da molti definite a geometria frattale.

## Distribuzione e habitat
Diffuso nelle aree tropicali-equatoriali centramericane (anche Hawaii) ed asiatiche.
Oltre ai luoghi di origine, le specie sono diffuse come piante ornamentali da serra presso numerose collezioni botaniche e giardini tropicali.

## Specie
Il genere comprende le seguenti specie:
- Cibotium arachnoideum (C.Chr.) Holttum
- Cibotium barometz (L.) J.Sm.
- Cibotium chamissoi Kaulf.
- Cibotium cumingii Kunze
- Cibotium glaucum (Sm.) Hook. & Arn.
- Cibotium menziesii Hook.
- Cibotium nealiae Degen.
- Cibotium regale Verschaff. ex Regel
- Cibotium schiedei Schltdl. & Cham.
- Cibotium taiwanense C.M.Kuo